# Nephrodium calanthum
Nephrodium calanthum là một loài dương xỉ trong họ Dryopteridaceae. Loài này được Endl. mô tả khoa học đầu tiên năm 1833.
Danh pháp khoa học của loài này chưa được làm sáng tỏ. 